# Тундерман, Павел Карлович
Тундерман Павел Карлович (1862—1905) — офицер Российского императорского флота, старший офицер мореходной канонерской лодки «Кореец» участник подавления восстания «боксёров», битвы за форты Дагу, Русско-японской войны, Георгиевский кавалер, капитан 2 ранга.

## Биография
Тундерман Павел Карлович родился 14 июня 1862 года в многодетной семье младшего врача линейного корабля «Ретвизан», затем врача Министерства внутренних дел, действительного статского советника Карла Иоганновича Тундермана (1833—1865). В семье было десять детей, шесть сыновей стали военными, четверо из них — военными моряками.
В службе с 1878 года. Учился в Морском училище, во время учёбы имел звание унтер-офицера. 12 апреля 1881 года произведён в гардемарины. В 1882 году, после окончания училища, произведён в мичманы. В 1883—1885 годах на корвете «Скобелев» совершил кругосветное плавание с участием Н. Н. Миклухо-Маклая, который на борту корвета перебрался из Батавии на Новую Гвинею.
В 1893—1894 годах П. Тундерман, командуя парусной баржей «Бакан» (в 1902 году переименована в «Лейтенант Скуратов»), участвовал в совместном плавании с винтовым пароходом «Лейтенант Овцын» (капитан Л. Ф. Добротворский) и колёсным пароходом «Лейтенант Малыгин» (капитан Е. Л. Шведе) из Англии на Енисей для доставки водным путём строительных материалов и рельсов для строившейся Транссибирской железнодорожной магистрали и производство попутной описи.

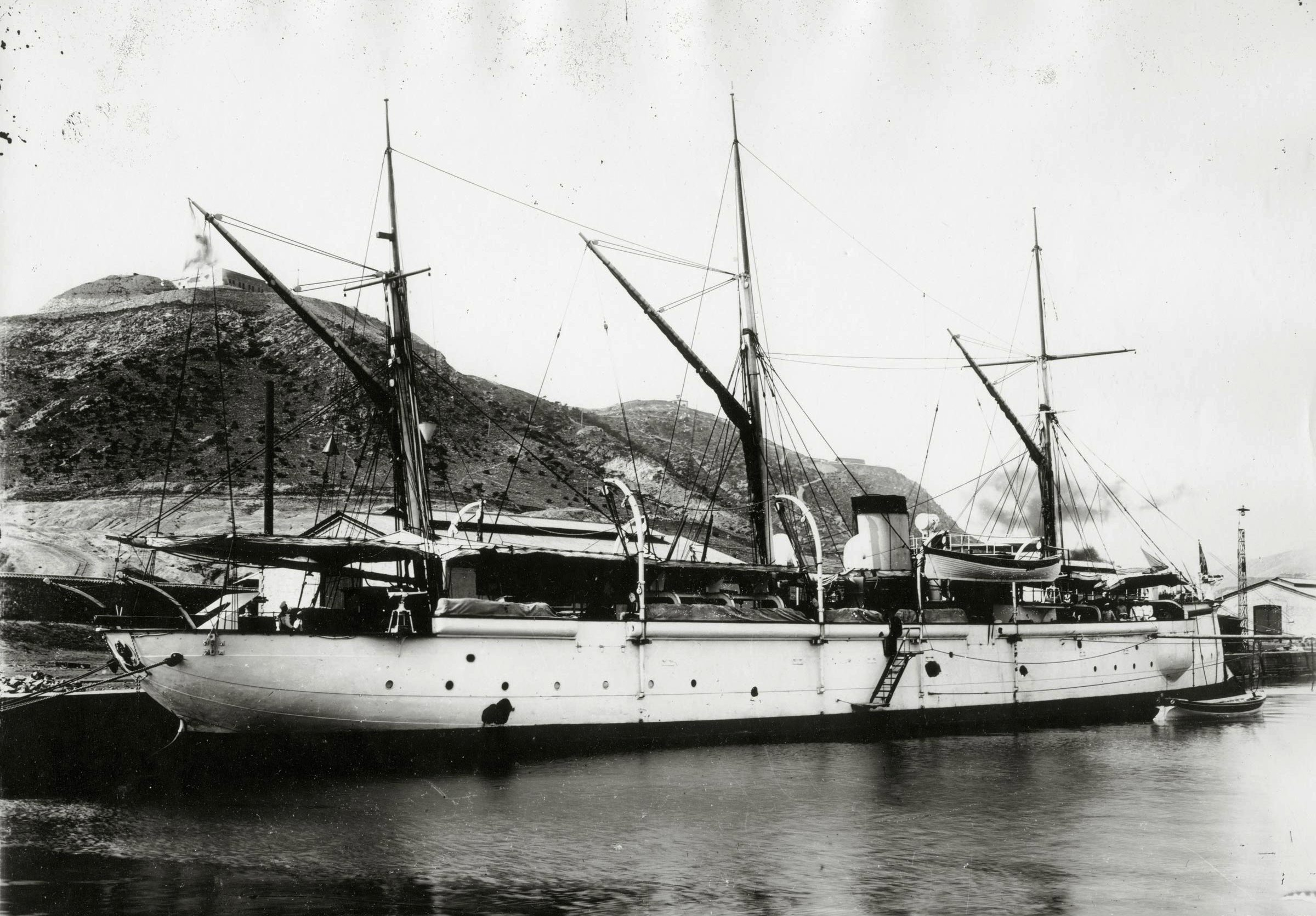
«Кореец» после боя с китайскими фортами. 1900 г.

В 1896 году стал артиллерийским офицером 2-го разряда. В 1899 году назначен старшим офицером мореходной канонерской лодки «Кореец (канонерская лодка) Кореец». В 1900 году, «Кореец» в составе международной эскадры принимал участие в подавлении восстания «боксёров». 4 июня «Кореец» вместе с канонерскими лодками «Гиляк» и «Бобр» и союзными канонерскими лодками участвовал в битве за форты Дагу, при этом получил 6 попаданий снарядов и имел потери: 9 убитых и 20 раненых. За доблесть в этом бою Высочайшим приказом от 19 октября 1900 года Тундерман 1-й был награждён орденом Святого Георгия. В приказе было написано: «В воздаяние отличных подвигов храбрости и самоотвержения, оказанных при занятии 4 июня сего года фортов Таку. Орден Святого Великомученика и Победоносца Георгия 4-й степени: Согласно удостоению Кавалерской Думы сего ордена Лейтенантам: Тундерману 1-му и Бахиреву».
6 декабря 1901 года произведён в капитаны 2-го ранга. В 1901—1902 годах командовал миноносцем «Коршун», в 1902—1903 годах — транспортом «Красная горка». 8 сентября 1903 года назначен командиром транспорта «Лена», перечисленного во вспомогательный крейсер 2 ранга в первые недели русско-японской войны 1904—1905 годов. С 25 апреля 1904 года находился в 4-х месячном отпуске по болезни, затем продолжил до 9 августа 1904 года командовать транспортом «Лена». 31 октября 1905 года исключен из списков умершим.

## Награды
Капитан 2 ранга Тундерман Павел Карлович был награждён орденами и медалями Российской империи:
- орден Святого Станислава 2-й степени (14.9.1899);
- орден Святого Владимира 4-й степени (1893);
- орден Святого Георгия 4-й степени (19.10.1900);
- Серебряная медаль «В память царствования императора Александра III» (1896);
- медаль «За поход в Китай» (1901).

Иностранные:
- орден Почётного легиона, кавалерский крест (1901, Франция)
- орден Священного сокровища 4-й степени (1902, Япония).

## Семья
- брат — Тундерман 2-й Николай Карлович (6.12.1860 — после 1916 года) — капитан 1-го ранга, участник Русско-японской войны, командир отделения транспортов в составе оборонительного отряда Владивостока.
- брат — Тундерман 3-й Александр Карлович (рожд. 15.08.1865) мичман[8];
- брат — Тундерман 4-й Константин Карлович (03.03.1875—14.05.1905) — лейтенант, погиб во время Цусимского сражения на броненосце «Ослябя»[9]
- брат — Тундерман Леонид Карлович — коллежский асессор, в службе с 1894 года, состоял по Морскому министерству[10].
- брат — Тундерман Василий Карлович, подпоручик.

### Комментарии
1. ↑  В некоторых источниках ошибочно указано, что П. К. Тундерман 3 октября 1904 года был назначен помощником коменданта Николаевских укреплений в устьях Амура по морской части и начальником всех морских команд и судов, входящих в состав морской обороны этой крепости. Согласно Приказу Наместника Его Императорского Величества на Дальнем Востоке № 746 от 3-го октября 1904 года и Циркуляра Главного Морского Штаба № 339 от 2-го ноября 1904 года на эту должность был назначен его брат Тундерман 2-й с оставлением в должности командира транспорта «Тунгус».